# Diga di Les Clées
La diga di Les Clées è una diga a gravità situata in Svizzera, nel Canton Vaud tra Vallorbe e Ballaigues.

## Descrizione
Ha un'altezza di 32 metri e il coronamento è lungo 100 metri. Il volume della diga è di 21.000 metri cubi.
Il lago creato dallo sbarramento, ha un volume massimo di 0,74 milioni di metri cubi, una lunghezza di 1,4 km e un'altitudine massima di 743 m s.l.m. Lo sfioratore ha una capacità di 170 metri cubi al secondo. Le acque del lago vengono sfruttate dall'azienda Romande Energie SA.